# Сопровождающий
«Пойнтман» — американский телефильм 1994 года, ставший пилотным эпизодом одноимённого 22-серийного телесериала, шедшего в 1995 году.

## Сюжет

### Телефильм
Главный герой, Константин Николас «Конни» Харпер (Джек Скалия), в прошлом инвестиционный банкир, был «подставлен» и по ложному обвинению отсидел за мошенничество. Освободившись, он получает просьбу сокамерника защитить его сестру, начинающую дизайнера одежды, которой угрожают…

### Сериал
В сериале — продолжении телефильма — главный герой открывает ночной клуб в небольшом пляжном городке Джексонвилл, штат Флорида, но прошлое не отпускает его — он попал в «список» — тюремный перечень доверенных людей, к которым можно обратиться за помощью. Он помогает обращающимся к нему родственниками заключённых, с помощью бывших тюремных друзей, управляющей клубом Вивиан и моделей-танцовщиц клуба. При этом «Конни» видит вещи с точки зрения инвестиционного банкинга, но он также хорошо разбирается в законах улиц.

## В ролях
- Джек Скалия — Константин Николас «Конни» Харпер
- Роксанн Доусон — Рози Альварес
- Брюс А. Янг — О. С.
- Роберт Неппер — Джонни
- Фриц Уивер — Джейсон
- Дерек де Линт — Якоб
- Митч Пиледжи — Бенни
- Брент Дженнингс — Петер
- Тиффани Лоуренс — Трэйси

В эпизодах сериала снимались: Кристин Бауэр, Джули Кейтлин Браун, Ксандер Беркли, Сэм Андерсон и другие.
В одном эпизодов появляется актёр Лоуренса Тирни сыгравший Диллинджера в одноимённом фильме — «хорошее камео в роли отставного консильери“».

## Рецензии
Рецензент «Variety» отметил, что «сюжет не является сильной стороной сценария» сериала, но «в нем есть немного юмора», технически снят неплохо, и в целом «обладает некоторым очарованием», хотя ему не хватает действия:

Этот синдицированный сериал от Warner Bros. рекламируется как приключенческий боевик, но герой наносит всего несколько ударов в премьерном эпизоде. Без достаточного количества действий для более молодой аудитории или достаточного сюжета для толпы «Мэтлок» трудно определить целевую аудиторию шоу.
Оригинальный текст (англ.)This syndicated series from Warner Bros. is billed as an action adventure, but the hero only throws a few punches in the premiere episode. Without enough action for younger audiences or enough plot for the «Matlock» crowd, the show’s target audience is hard to figure.